# Bataanski pohod smrti
Bataanski pohod smrti je bil eden prvih vojnih zločinov, ki so ga zagrešile Japonske oborožene sile nad zavezniškimi vojnimi ujetniki v drugi svetovni vojni. 
Konec leta 1941 so se odvijali sklepni boji na Filipinih, ki so jih Japonci napadli sredi decembra istega leta. Ameriške in filipinske enote so se pred napredujočimi japonskimi silami umaknile na polotok Bataan, njihovo poveljstvo pa na otoček Corregidor na vhodu v manilski zaliv. Na Bataanu je tako potekala zadnja obrambna črta, ki pa so jo Japonci zlomili 9. aprila 1942. Približno 70.000 Američanov in Filipincev, pod vodstvom generalmajorja Edwarda P. Kinga mlajšega se je predalo generalu Masaharu Hommi. Pomanjkanje prevoznih sredstev je prisililo Japonce, da so ujetnike poslali na pot do taborišča za vojne ujetnike (Taborišče O'Donnell), ki se je nahajalo na drugem koncu otoka, kakih 150 km severneje, kar peš.
Na tem pohodu je zaradi različnih bolezni, podhranjenosti in slabega ravnanja pomrlo med 7.000 in 10.000 ujetnikov. Točna številka žrtev ni natančno znana, saj je na pohodu mnogo ujetnikov pobegnilo. Slabo ravnanje se je nadaljevalo v taborišču O'Donnell in kasneje Cabanatuanu. Ameriške ujetnike so postopoma razselili v taborišča v Koreji, Japonski in Mandžuriji, filipinski vojaki pa so bili 6. junija 1942 pomiloščeni in izpuščeni.
Po koncu druge svetovne vojne je bil general Homma obtožen vojnih zločinov nad ujetniki in obsojen na smrt. Usmrčen je bil 3. aprila 1946 v bližini Manile.
Dan predaje je danes filipinski državni praznik, znan kot Bataanski dan, na njem pa se v vojnem memorialu na Bataanu spomnijo padlih. 